# Estatua de Vera Katz
Vera Katz, también conocida como Alcaldesa, Vera Katz, es una escultura de bronce al aire libre que representa a Vera Katz creada por el artista estadounidense Bill Bane. Inaugurada en 2006, está ubicada a lo largo de Eastbank Esplanade, en Portland, estado de Oregón (Estados Unidos). Katz, alcaldesa de la ciudad entre 1993 y 2005, apoyó las artes y la cultura durante su mandato y estableció el programa Percent for Art de Oregón. También jugó un papel decisivo en el desarrollo de la Eastbank Esplanade, que lleva su nombre. La escultura ha recibido una acogida mayoritariamente positiva y ha inspirado a la gente a adornarla con ropa, flores y maquillaje.

## Descripción
La estatua mide 135 cm x 46 cm x 46 cm y descansa sobre una base triangular naranja. Representa a Katz con una rosa de Portland en la solapa.
El Daily Vanguard de la Universidad Estatal de Portland describió a Katz como: «inclinadacon las piernas cruzadas y las manos adentro, apretada en su regazo como si ella también tuviera frío. Los dientes también están expuestos e inusualmente rectos, creando la impresión de que Katz podría morder a los transeúntes. Pero en general, la cara es franca y el cabello es particularmente realista». Según The Oregonian, la escultura proporciona un regazo en el que los niños pueden posar y, en ocasiones, asusta a los transeúntes por la noche. Forma parte de la colección del Consejo Regional de las Artes y la Cultura (RACC). La organización ha dicho: «parece apropiado que el liderazgo político [de Katz] y el amor por las artes se unan en un homenaje público a ella».
El estudio de Bane para la escultura, llamado Vera, es un busto de bronce que mide 45,7 cm x 27,9 cm. Este hace parte de una colección privada.

## Historia
La estatua fue financiada por un «grupo de generosos habitantes de Portland», y su comisión fue administrada por RACC con la ayuda de miembros del antiguo personal de Katz. Se dio a conocer el 2 de junio de 2006, en la plaza en el extremo sur de la explanada, justo al norte del puente Hawthorne y Main Street.
Katz asistió a la inauguración organizada por la RACC. También asistieron el alcalde Tom Potter, tres comisionados de la ciudad, Bill Bane, amigos y exmiembros del personal. Con un lei traído por su hijo, Katz dijo que la estatua se veía «mucho más hermosa que [ella]"» y exresó su deseo de que el Eastbank Esplanade se siguiera expandiendo hacia el sur.
La estatua desapareció temporalmente en octubre de 2013, lo que llevó a que el entonces alcalde Sam Adams prometiera investigar en Twitter. En realidad, RACC y Portland Parks lo habían retirado temporalmente para reparaciones. El 21 de septiembre de 2016, la estatua fue destrozada. El grafiti incluía una esvástica en el cofre de la estatua y un escrito en la pared junto a la estatua de Katz que decía «Vera quiere una vivienda asequible». No está claro si el vandalismo en la pared y la estatua fueron realizados por la misma persona.
En 2020, durante la pandemia de COVID-19, se colocó una máscara facial en la estatua y en otras obras de arte locales.

## Recepción
En 2006, Willamette Week incluyó la escultura en su lista anual «Lo mejor de Portland», en la categoría «Mejor monumento de la alcaldía». Según el papel:
... Bane logró capturar gran parte del carácter de la exalcaldesa: sus ojos son amigables y su cabello tan salvaje como siempre. Pero la sonrisa característica de Katz es un poco rígida, demasiado agresiva. Inclinándose hacia adelante, parece como si fuera a darle un mordisco al próximo transeúnte. Lo cual, por cierto, parece apropiado cuando recuerdas sus días detrás del escritorio de la alcaldía. Tal vez el bronce monocromático no sea el medio adecuado para una mujer tan colorida como la vieja Vera. ¿Dónde está la chaqueta roja? Nuestra sugerencia: ¡Consíguele algunos accesorios a esta dama! El sombrero o la bufanda adecuados podrían hacer que ese traje pantalón marrón realmente funcione.
Celina Monte, del Daily Vanguard ' calificó la escultura de «fabulosamente extraña» y dijo que ilustraba las «propiedades sencillas, táctiles y simétricas» de otras obras de Bane. El trabajo se ha incluido en al menos un recorrido a pie publicado por Portland, que señaló su función como lugar de encuentro para ciclistas y peatones. En 2013, el gerente de colecciones de arte público del RACC dijo que la obra ha recibido en su mayoría «atención positiva» y ha sido equipada con sombreros, flores y suéteres "bombardeados con hilo". También ha atraído libros, sombreros, lápiz labial, pintura e incluso un «mohawk de glaseado de pastel».